# TV Ellef
TV Ellef is een regionale televisiezender in de Nederlandse provincie Limburg.
De zender startte in 2006 als internetsite met online te bekijken tv-programma's. De commerciële omroep kreeg in 2012 het digitale tv-kanaal 48 toegewezen van Ziggo in de gemeenten Beesel, Roermond, Roerdalen en in een gedeelte van de gemeenten Echt-Susteren en Venlo. In 2016 kwamen daar de gemeenten Weert en Leudal bij. Sinds 2020 is de zender ook via Ziggo te ontvangen in Zuid-Limburg, en sinds 2024 ook in Noord-Limburg.
Het TV signaal van TVEllef is ook online te bekijken en via diverse apps, bijvoorbeeld op elke Samsung TV. 
De belangrijkste thema's op de zender zijn regionaal nieuws, sport, muziek, carnaval en documentaires.